# Provincia Extrem Nord, Camerun
Provincia Extrem Nord este o unitate administrativă de gradul I  a Camerunului. Reședința sa este orașul Maroua.